# Đỉnh Sơn
Đỉnh Sơn là một xã thuộc huyện Anh Sơn, tỉnh Nghệ An, Việt Nam.
Xã Đỉnh Sơn có diện tích 22,63 km², dân số năm 1999 là 6.532 người, mật độ dân số đạt 289 người/km².